# Dénombrement microbiologique sur milieu solide
 (mars 2014).
Le dénombrement microbiologique sur milieu solide est une technique scientifique de comptage de micro-organismes.

## Explications
Ce procédé est avant tout destiné pour connaître la présence ou non de germes pathogènes dans un produit. Les denrées alimentaires concernées par ce type de dénombrement sont des aliments sous formes solides, liquides ou alors semi-liquides. Pour procéder aux analyses il faut tout d'abord procéder à la préparation des échantillons et à différentes dilutions.
Afin d'effectuer le dénombrement en milieu solide, les bactéries que l'on veut dénombrer sont présentes dans l’inoculum sont ensuite introduites soit à la surface, soit dans un milieu gélosé. Chaque bactérie isolée donne naissance à une colonie ou UFC pour « unité formant colonie » ou « unité formatrice de colonies ». En effet, plusieurs bactéries peuvent être à l’origine de la formation d’une seule colonie qui ne peut plus être qualifiée de colonie (pas de clone) mais alors d’UFC. Il existe plusieurs techniques de dénombrement.
En surface ou en masse, la technique de dénombrement consiste à couler une gélose en boîte de Petri pré-fournie ou choisie selon la bactérie que l’on étudie. Seul l’ordre dans lequel on va effectuer l’ensemencement diffère entre les deux méthodes. Selon le type d’analyse effectuée il est nécessaire de couler deux boîtes ou plus d’une même dilution pour une meilleure analyse qualitative et quantitative des résultats obtenus. Enfin, pour réaliser l’ensemencement, il faut se munir d’une anse ou d’une pipette en plastique stérile de 1 ml. Une pipette suffit pour toutes les boîtes, mais pour cela il faut partir de la dilution la plus diluée à la plus concentrée (ex. : de 10-3, 10-2, 10-1 à 100).

## Ensemencement
Il se fait avec 0,1 mL (ensemencement en surface) ou 1 mL (ensemencement dans la masse)  suivant la méthode d'ensemencement souhaitée. Dans le cas d’un ensemencement en râteau, ou d’une anse imbibée (ensemencement en surface). Le dénombrement en masse nécessite une gélose liquéfiée en surfusion maintenue à 47 °C. Il existe deux techniques en masse, une avec une unique couche et l’autre en double couche. La technique en double couche se fait en deux étapes, une première couche de 15 mL de gélose versée puis 5 mL, soit un total de 20 mL par boîte. Ici la dilution bactérienne est appliquée entre les deux couches.
L’autre technique en masse à couche unique elle se fait plus simplement où on place la dilution bactérienne en répartissant environ 1 mL de volume en fond de boite puis on verse la gélose en surfusion.
Des précautions sont à définir afin d’achever l’étape de l’ensemencement dans de bonnes conditions, notamment de toujours bien homogénéiser la dilution à prélever.

### En surface
Prélever un volume précis de 0,1 ml à l’aide de la pipette graduée de 1 mL stérile, puis déposer ce volume au centre de la gélose solide. Étaler à l’aide d’une pipette râteau, d’un étaleur plastique, ou de bille de verre le volume sur toute la gélose. Attention à ne pas trop étaler cependant le volume sur la paroi de la boîte ce qui gênera pour la suite des analyses au dénombrement des UFC. pendant 24H.

### En masse
Prélever un volume précis de 1 ml à l’aide de la pipette graduée de 1 mL stérile, puis déposer ce volume goutte par goutte sur une boîte de Petri vide et couler 10 mL de milieu gélosé maintenu en surfusion mais légèrement refroidie (à une température pour laquelle le tube peut être tenu dans la main sans se brûler, permettant la survie des micro-organismes et pour laquelle la gélose ne prend pas en masse environ 45 °C). Homogénéiser en gardant à la boîte de Pétri fermée des mouvements circulaires (en dessinant des 8 sur la paillasse). Laisser refroidir la gélose sans la bouger.

## Cas particulier d’un dénombrement en masse
Dans le cas d’une bactérie à colonies envahissantes, on peut recouvrir le milieu solidifié d’une couche de ce même milieu ou de gélose blanche. La quantité utilisée pour une double couche est d’environ 5 mL.
On peut aussi recouvrir la gélose solidifiée des 5 mL restants des 15 mL.

## Incubation
La température d’incubation est variable suivant les micro-organismes à dénombrer (exemple : coliformes totaux à 30 °C, coliformes thermotolérants à 44 °C).

## Exploitation des résultats
Le comptage des UFC ne doit pas être réalisé au hasard. Il est conseillé de délimiter des ensembles au marqueur sur le fond de la boîte de Petri toutes les 20 UFC comptées ou de séparer par quartier en marquant une croix au dos de la boîte. Il faut que le nombre d’UFC soit significatif entre 10 et 300 (ou 150 en cas d’agent de différenciation des colonies). Cet intervalle est défini pour éviter des erreurs de contaminations extérieures pour un nombre d’UFC assez faible. Et on définit un seuil afin de faciliter le dénombrement des boites et d’éviter les erreurs de comptage.
Les résultats seront rendus en écriture scientifique avec deux chiffres significatifs comme suit  :
- La lecture des résultats doit être cohérente en prenant en compte :
  - les inter et extra-dilutions
  - On prend la dilution pour laquelle il y a le moins d’incertitudes à 10-1 dans le cas présent on obtient ainsi un nombre de 295 en prenant la moyenne des deux boîtes.
- La concentration bactérienne dans le produit pur est de 2,95 × 104 bactéries par millilitre.  Ce nombre est obtenu en multipliant le nombre de bactéries par son facteur de dilution, puis à le diviser par le volume de l'inoculum : (295 x 10) / 0,1 = 2,95 × 104.

Les avantages du dénombrement en milieu solide sont qu'ils sont simples à réaliser en prenant les précautions relatives aux dilutions plus particulièrement. L'analyse des bactéries de contamination se repère facilement, ainsi on peut les déduire du comptage, bien sûr lors des contaminations mineurs.
Les inconvénients sont la multitude de boîtes à gérer, ainsi lors d'analyses de nombreuses boites, il faut travailler méthodiquement.
Le calcul d'UFC se fait ainsi (avec : V = volume de dilution ; N = nombres de colonies ; F = facteur de dilution)
- UFC=N*F/V

Boites de Petri avec des colonies :

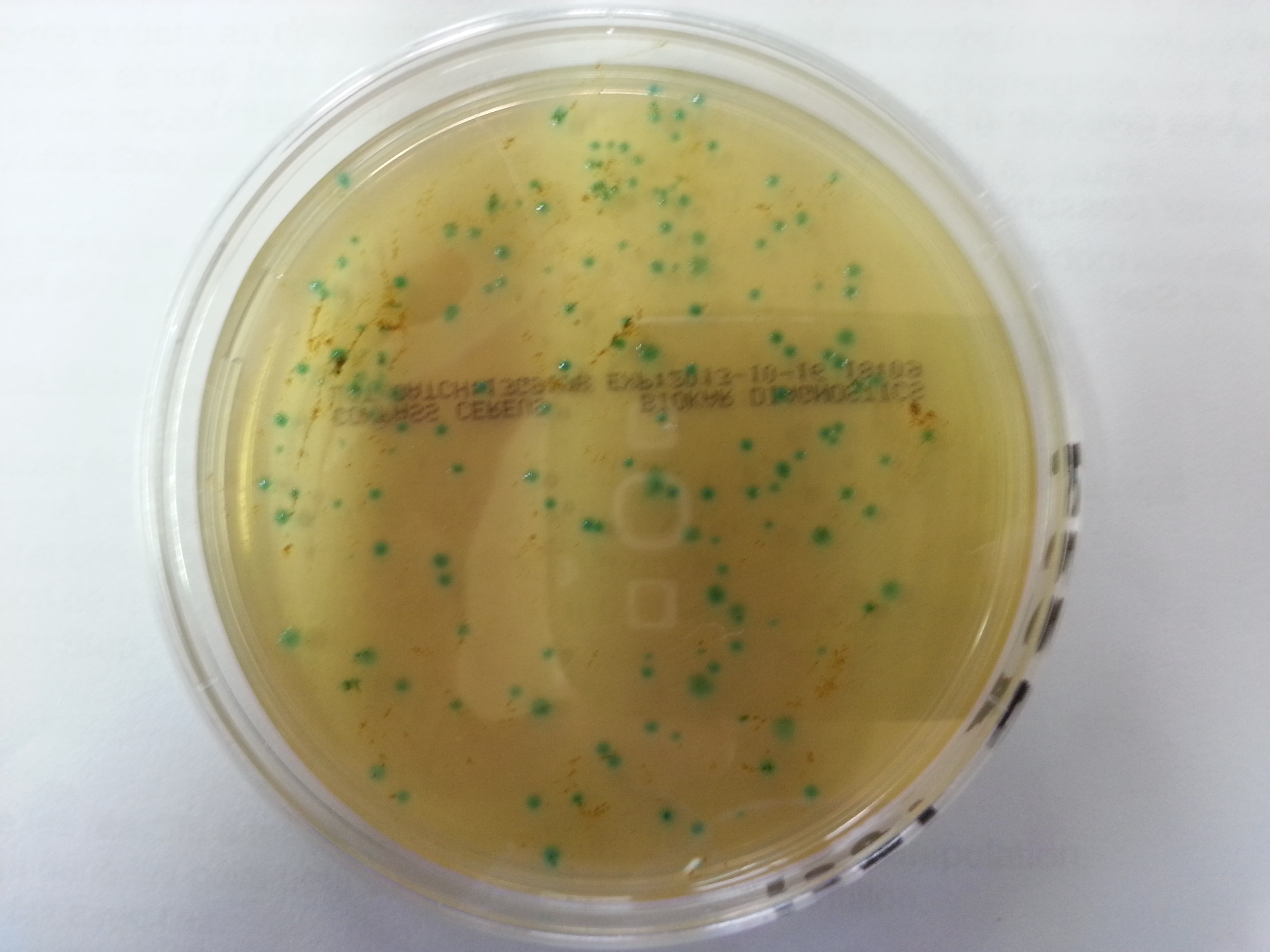
Exemple de culture
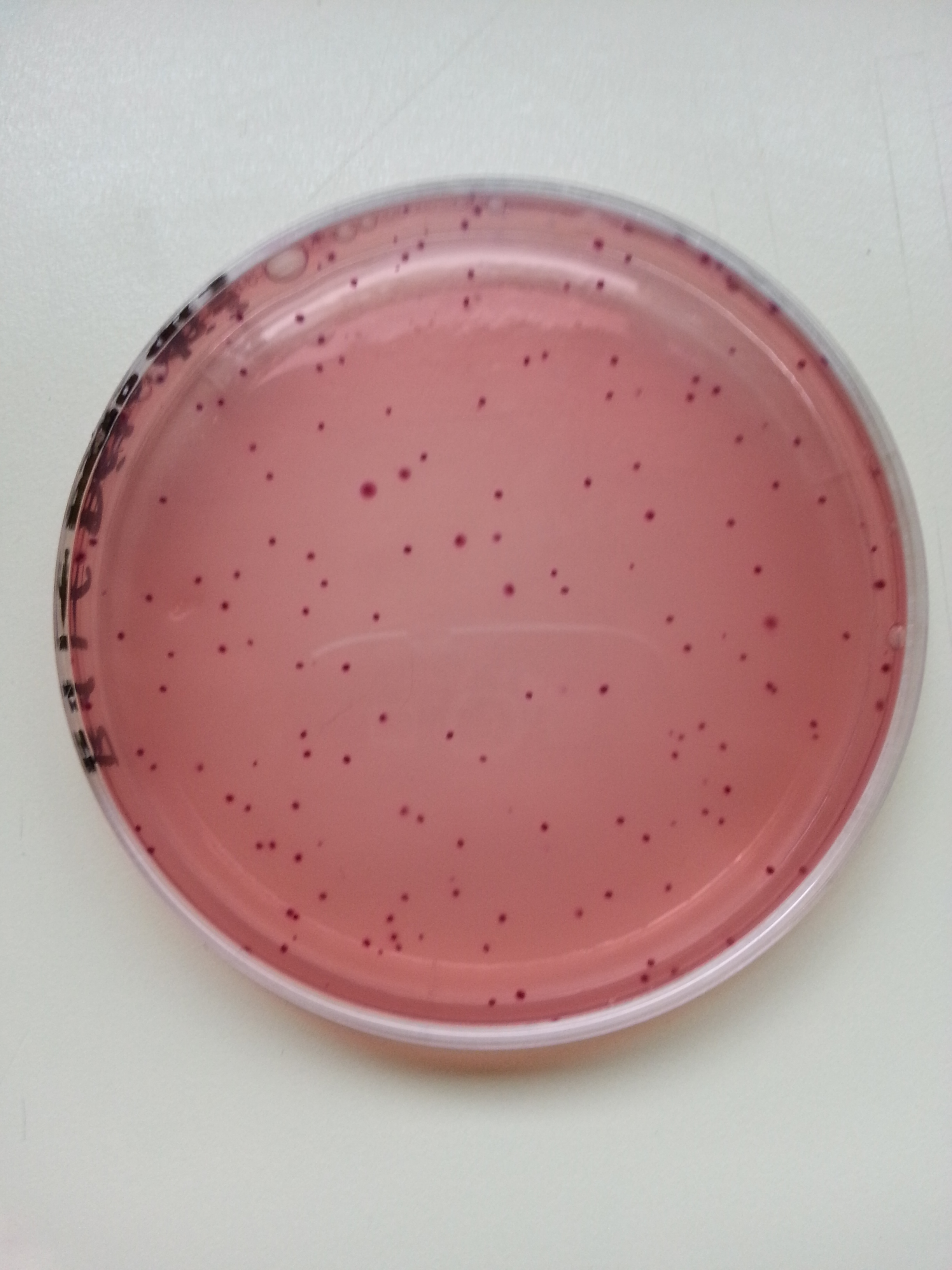
Exemple de culture

## Sources
- Techniques de dénombrement, C. Larcher
- Dénombrement sur milieu solide et liquide, Académie de Montpellier [1]
Dictionnaire des techniques microbiologie, tome 1, Jean-Noel Joffin, Guy Leyral
- BTS BioAnalyses & Contrôles, Fanny Demay[2]
- Bactériologie des eaux, Toxikoa [3]
- BTS Biotechnologies, Alexis Lozano